# Karl-Heinz Wiesemann
Karl-Heinz Wiesemann (Herford, 1 de agosto de 1960) é desde 2007 Bispo de Speyer

## Vida
Karl-Heinz Wiesemann, que cresceu em Enger em East-Westphalia como o terceiro de quatro filhos e se formou no Widukind-Gymnasium Enger (WGE), estudou teologia e filosofia católica em Paderborn e em Roma entre 1979 e 1986 . Ele completou a sua formação com o Lizenziatsprüfung e recebidas em 10 de Outubro 1985, em Roma, o sacramento do sacerdócio pelo Cardeal Franz König . De 1986 a 1990, trabalhou como vigário em Geseke . Ele então se formouEstudos de doutorado na Gregoriana em Roma, que completou em 1995 com uma tese sobre Karl Adam , Romano Guardini e Erich Przywara . Nos anos de 1994 a 1999, Wiesemann trabalhou como administrador paraguaio e pastor em Santa Maria Madalena em Menden - Bösperde , antes de se tornar prefeito da paróquia de São Pedro e André em Brilon em 1999 .
Em 4 de julho de 2002, o Papa João Paulo II nomeou o Bispo Titular de Wiesemann de Macriana Minor e nomeou ele bispo auxiliar no arcebispado de Paderborn . A ordenação episcopal doado a ele em 8 de Setembro de 2002, em Paderborn Cathedral Joachim Wanke, Bispo de Erfurt , bem como os co-consecrators Hans-Josef Becker , ex-administrador diocesano e arcebispo depois de Paderborn, e Paul Consbruch , Bispo auxiliar de Paderborn. O lema de Wiesemann é Maior omni laude ("Maior que louvor").
Além de seu cargo de bispo auxiliar em Paderborn, ele também atuou na formação dos sacerdotes e da Congregação para os Institutos de Vida Consagrada e para as sociedades da vida apostólica . Em 2003, ele foi nomeado capítulo da catedral . A partir de 2004, serviu como Bispo Vigário para o ministério de Formação Sacerdotal e Vocação, bem como para Sociedade, Ciência e Cultura.
Em 2004, ele foi a partir de Cardeal Grão-Mestre Carlo Furno Cardinal para Grande Oficial da Ordem do Santo Sepulcro em Jerusalém e nomeou em 24 de Abril de 2004 pela Anton Schlembach , investiu na Pontifícia colocar fim Grão Prior do Lieutenancy alemão.
Em 19 de dezembro de 2007, o Papa Bento XVI o nomeou . como o sucessor de Anton Schlembach como bispo de Speyer ; A solene inauguração de Wiesemann na Catedral de Speyer ocorreu em 2 de março de 2008.
De 7 de Outubro de 2011. Wiesemann foi presidente da Comissão de Juventude das Conferência Episcopal Alemã . Ele renunciou a este post em 20 de setembro de 2016, quando foi eleito para substituir o cardeal emérito Cardeal Karl Lehmann como chefe da Comissão de Fé . Ele também é membro da Comissão para o Ecumenismo .
Em 1 de julho de 2017, Wiesemann comemorou na Catedral de Speyer na presença de 1.500 convidados, incluindo numerosos (ex) altos funcionários do governo alemão e internacional, o pedido pontifício para o falecido chanceler Helmut Kohl . Em sua homilia, elogiou Kohl como "realmente um grande estadista" de um, "viveram e horizonte universal e agiu para fora" .

## Brasão Episcopal
O brasão pessoal é esquartejado . Mostra na caixa  1 como uma cruz de prata em um fundo azul, o brasão da diocese de Speyer, diagonalmente na caixa 4 como uma cruz dourada em um fundo vermelho, o " bispo de casa de Wiesemann " Paderborn Cross . Na caixa 2 é uma harpa em um fundo dourado como um instrumento de David para o louvor cantada de Deus eo amor pela música, no bloco 3 simbolizam três em forma de coração lírios , o Santo.  Trinity e, ao mesmo tempo, os braços locais de Enger , a cidade natal do bispo.
Seu lema latino MAIOR OMNI LAUDE ("Greater Than Praise") é a peça central do segundo verso do hino da Eucaristia Lauda Sion , escrito por Tomás de Aquino . Isso indica que o bispo é encarregado do mistério da Eucaristia , da qual a Igreja vive de maneira especial. Sua preocupação deve ser que o louvor de Deus em Suas igrejas não permaneça em silêncio.

## Privado
A irmã de Karl-Heinz Wiesemann é a professora de medicina Göttingen, Claudia Wiesemann .
Desde 2006, ele é membro honorário da conexão CV- KDSt.V . de Paderborn. Guestfalo-Silésia .

## Obras
- Karl-Heinz Wiesemann: "Shattering Chord": a interação da teologia e do misticismo em Karl Adam, Romano Guardini e Erich Przywara como fuga teológica. Echter, Würzburg 2000, ISBN 3429021839 .
- Brigitte Trilling, Karl-Heinz Wiesemann: no caminho com Jesus. Boniface-printing, Paderborn 2002, ISBN 3897101963 .

## Literatura
- Gerhard Best, Michael Feldmann, Ralf Preker (ed.): 350 anos de Peregrinação Mariana Werl. Bonifatius Verlag, Paderborn 2011, ISBN 978-3-89710-482-2 , pág. 118.

## Links da Web
- Literatura de e sobre Karl-Heinz Wiesemann (em alemão) no catálogo da Biblioteca Nacional da Alemanha
- Cheney, David M. «Karl-Heinz Wiesemann» (em inglês). Catholic-Hierarchy.org
- «Porträt Wiesemanns anlässlich seiner Bischofsernennung auf der Homepage des Bistums Speyer»